# Capătul morții
Capătul morții este un roman științifico-fantastic din 2010 al scriitorului chinez Liu Cixin. Este al treilea roman al seriei Amintiri din trecutul Terrei (în chineză 地球往事), dar cititorii chinezi se referă în general la întreaga serie ca Problema celor trei corpuri. Celelalte romane din trilogie sunt Problema celor trei corpuri și Pădurea întunecată.
Seria înfățișează un viitor în care, în primul roman, Pământul așteaptă o invazie din cel mai apropiat sistem stelar, care în acest univers fictiv este format din trei stele de tip solar care orbitează între ele într-un sistem instabil cu trei corpuri, cu o singură planetă asemănătoare Pământului - o planetă nefericită care are parte de extreme de căldură și frig, precum și de distrugerea repetată a civilizațiilor sale inteligente.
În Capătul morții, a trecut o jumătate de secol de la bătălia de la Yom Kippur descrisă în Pădurea întunecată. Strategia intimidării leagă mâinile invadatorilor trisolari și îi împiedică să atace sistemul solar. Dar echilibrul realizat este precar, însă cunoștințele și tehnologia trisolarilor au adus umanității o prosperitate fără precedent. Știința terestră se dezvoltă rapid, Trisolaris adoptă realizările culturii terestre; totul indică faptul că ambele civilizații pot coexista în condiții egale fără amenințarea monstruoasă a anihilării totale reciproce. Dar umanitatea nu a devenit prea neglijentă în aceste condiții? Cheng Xin, inginer aerospațial din secolul 21, iese din hibernare și aduce un program uitat de mult de la începutul crizei trisolare într-o lume nouă, iar această circumstanță poate tulbura echilibrul delicat dintre cele două lumi. Universul este întunecat și periculos, nu există loc pentru milă și sentimentalism. Întrebarea este dacă va zbura omenirea către stele sau va muri în leagănul ei... 

## Vezi și
- 2010 în științifico-fantastic
- Paradoxul lui Fermi în ficțiune